# Al-Bu Said
Al Bu-Saïd (àrab: آل بو سعيد, Āl Bū Saʿīd) o Al Saïd (àrab: آل سعيد, Āl Saʿīd) és la dinastia governant del sultanat d'Oman i de l'antic sultanat de Zanzíbar.

## Història
Fou fundada per Àhmad ibn Saïd que va esdevenir wali de Suhar sota l'imam iarubita d'Oman, Sayf ibn Sultan II. En l'exercici del seu càrrec fou atacat per les forces de Nàdir-Xah de Pèrsia, dirigides per Muhàmmad Taki-Khan Xirazí, al que va contenir mitjançant un acord. En pocs anys, mercès a la seva habilitat política, es va fer amo d'Oman. La data en la qual va agafar el títol d'imam és incerta. La data tradicional és el 1741, però aquesta data s'ha comprovat errònia, i ben segur que no fou a l'entorn de 1750. Va afavorir els turcs en perjudici dels perses, i el va ajudar a defensar Bàssora el 1775; va combatre també contra els pirates indis. Va morir el 1783 i el va succeir el seu fill Saïd ibn Àhmad. Fou molt impopular i va abdicar al cap de tres anys deixant el poder al seu fill Hàmad ibn Saïd, retirant-se a al-Rastak i conservant el títol d'imam. Els següents membres de la dinastia no van portar aquest títol i foren anomenats sàyyids encara que universalment foren coneguts com a sultans.
Saïd ibn Àhmad va morir després del 1811 (darrer any testimoniat en vida) però el seu fill Hàmad havia mort força abans, el 1792, i el va succeir el seu oncle Sultan ibn Ahmad, que va ocupar Kuwait, Bàssora, la costa del Balutxistan (regió), i temporalment Bahrain; Pèrsia els va cedir finalment de manera oficial Cahbar i Bandar Abbas, possessions que van ajuntar a Gwadar (cedit pel Khan brahui de Kalat poc després de 1792), i el 1798 Sultan va signar un tractat amb els britànics que els autoritzava a establir una factoria a Banda Abbas i prohibia als francesos i holandesos establir factories als seus dominis mentre estiguessin en guerra contra Anglaterra. Als darrers anys del seu regnat va haver de lluitar contra els wahhabites; va morir en un combat naval prop de Lingah el 1804 i el va succeir el seu nebot Badr ibn Sayf ibn Àhmad que tenia el suport wahhabita però al cap de poc fou assassinat per Saïd ibn Sultan que va pujar al tron i va associar al seu germà Sàlim ibn Sultan; aquest darrer va morir el 1821 i llavors Saïd ibn Sultan va quedar sol.
Saïd ibn Sultan fou el sultà més important de la dinastia. Un conflicte familiar va portar a la separació de la regió de Suhar sota un parent, probablement Azzan ibn Qays ibn Àhmad i el seu fill Qays ibn Azzan. Saïd fou un sòlid aliat britànic als que va ajudar contra els Kawasim del golf Pèrsic. Sota pressió britànica va fer limitar el comerç d'esclaus (1822) i la venda d'esclaus fou prohibida definitivament el 1847. Va desenvolupar la potència marítima i les possessions africanes van esdevenir centre d'un imperi comercial encara que moltes zones que havien obeït als iarubites van haver de ser reconquerides perquè s'havien perdut al darrer mig segle (al pujar al tron només conservava Zanzíbar, part de Pemba, Mafia, Lamu i Kilwa i aquesta darrera encara fou perduda però recuperada) però progressivament va imposar la seva autoritat a la costa de Mogadiscio (Benadir) i fins a Cap Delgado, amb l'única oposició seria de Mombasa, i va rebre el tribut de les principals tribus. Vers 1850 la costa entre Vanga i Pangani excepte Tanga era governada conjuntament per Saïd i el rei d'Usambara, els representants del qual eren confirmats pel sultà. Un intent d'annexionar Nossi Be va fracassar per l'acció dels francesos. El 1854 va cedir al Regne Unitles illes Kuria Muria.
Va morir el 1856 i el van succeir el seu fill Thuwayní a Mascat i l'altre fill Màjid a Zanzíbar. Amb un arbitratge britànic el sultà de Zanzíbar va haver de pagar una indemnització al seu germà de Mascat. Per la història de la branca de Zanzíbar vegeu Sultanat de Zanzíbar.
Thuwayní ibn Saïd va governar deu anys i el 1866 fou assassinat i el va succeir el seu fill Sàlim ibn Thuwayní, però el 1868 fou acusat de participar en la mort del seu pare i deposat, sent substituït per un parent, Azzan ibn Qays ibn Azzan de Suhar. Això va provocar una guerra civil en la qual Azzan va morir i fou proclamat sultà Turkí ibn Saïd, germà de Thuwayní (1870). El 1871 es va arribar a un acord pel qual Turkí es va repartir el país amb Ibrahim, germà d'Azzan, que va poder conservar Suhar, però la va perdre finalment el 1873 a mans de Turkí. Aquestos conflictes foren aprofitats per Pèrsia per recuperar Bandar Abbas (1868) i Cahbar (1872) i els omanites només van conservar Gwadar. El 1873 sota pressió britànica, fou abolit totalment el tràfic d'esclaus. Turkí va morir el 1888 i el va succeir el seu fill Fàysal ibn Turkí.
El 1901 es va iniciar a les terres de l'interior un moviment ibadita dissident dirigit per Isa ibn Salih. El 1913, va morir Fàysal i el va succeir el seu fill Taymur ibn Fàysal; llavors el cap del moviment, Sàlim al-Kharusi, fou elegit imam d'Oman, i el 1915 els rebels van atacar Mascat que es va salvar per la intervenció d'un destacament hindú. Sàlim fou assassinat el 1920 i el va succeir Muhammad ibn Abd Allah que va signar un acord amb Taymur pel qual les tribus de l'interior gaudirien d'autonomia i obeirien a l'imam. Taymur va ser deposat el 10 de febrer de 1932 i el va succeir el seu fill Saïd ibn Taymur, al seu torn deposat el 23 de juliol de 1970 i substituït per l'actual sultà Qabus ibn Saïd.

## Llista de soldans

### Imams
- Abu-Hilal Àhmad ibn Saïd 10 de juny de 1749 - 14 de desembre de 1783
- Saïd (I) ibn Àhmad 14 de desembre de 1783 - 1786 (mort el 1811)

### Sàyyidsohamis(1786-1861) i sultans (de fet des de 1861, de dret des de 1868)
- Hàmad ibn Saïd 1786 - 13 de març de 1792 (ja era co-governant 1784-1786)
- Sultan (IV) ibn Àhmad 13 de març de 1792 - 14 de novembre de 1804
- Sàlim (I) ibn Sultan 20 de novembre de 1804 - 14 de setembre de 1806
- Saïd (II) ibn Sultan 20 de novembre de 1804 - 19 d'octubre de 1856 (cogovernant 1804-1806) 
  - Badr ibn Sayf, regent 20 de novembre de 1804 - 31 de juliol de 1806
- Thuwayní ibn Saïd 19 d'octubre de 1856 - 11 de febrer de 1866
- Sàlim (II) ibn Thuwayní 11 de febrer de 1866 - 12 d'octubre de 1868
- Turkí ibn Saïd 30 de gener de 1871 - 4 de juny de 1888 
  - Abd-al-Aziz ibn Saïd, regent Agost de 1875 - Desembre de 1875
- Fàysal ibn Turkí 4 de juny de 1888 - 4 d'octubre de 1913
- Taymur ibn Fàysal 9 d'octubre de 1913 - 10 de febrer de 1932
- Saïd (III) ibn Taymur 10 de febrer de 1932 - 23 de juliol de 1970
- Qabus ibn Saïd 23 de juliol de 1970 - 10 de gener de 2020 (mor sense fills)
- Haitham ibn Tariq 11 de gener de 2020 -actualitat